# Reichsstraße 371
Die Reichsstraße 371 (R 371) war bis 1945 eine Reichsstraße des Deutschen Reichs, die überwiegend auf 1939 annektiertem, bis dahin tschechoslowakischem Gebiet (Protektorat Böhmen und Mähren) und zu kleineren Teilen im 1938 von der Tschechoslowakei an das Deutsche Reich abgetretenen Sudetenland verlief. Die Straße begann in Budweis (České Budějovice) an der damaligen Reichsstraße 95 und verlief in östlicher Richtung auf der Trasse der heutigen Silnice I/34 über Třeboň (Wittingau), wo die damalige Reichsstraße 170 kreuzte, und Jindřichův Hradec (Neuhaus), dort Kreuzung mit der damaligen Reichsstraße 342, weiter auf der Trasse der heutigen Silnice I/23 nach Telč (Teltsch), kreuzte bei dem Dorf Markvartice die heutige Silnice I/38 (Europastraße 59), die damalige Reichsstraße 96, nahm ihre Fortsetzung über Třebíč (Trebitsch) und führte weiter in Richtung auf Brünn (Brno), wobei sie  bei Rosice u Brna (Rossitz) an der damaligen Reichsstraße 369 endete.
Ihre Gesamtlänge betrug rund 175 Kilometer.